# Sociologie de la quantification
La sociologie de la quantification peut être définie comme la recherche sur la quantification en tant que phénomène sociologique à part entière.

## Approches
Selon une revue publiée en 2018, la sociologie de la quantification est un domaine en expansion qui comprend la littérature sur la mesure de soi, celle sur les algorithmes, et sur diverses formes de métriques et d'indicateurs,. Parmi les ouvrages plus anciens pouvant être classés sous la même rubrique, on peut citer «Trust in numbers» de Theodore M. Porter, les ouvrages des sociologues français Pierre Bourdieu , et Alain Desrosières, et les ouvrages classiques sur les probabilités de Ian Hacking et Lorraine Daston. L'intérêt dans ce domaine est motivé par l'importance et la portée croissantes de la quantification, sa relation avec l'économie des conventions, et par la perception de ses dangers comme armes d'oppression, ou comme moyens pour des fins indésirables.
Pour Sally Engle Merry, la quantification est une technologie de contrôle, mais qu'elle soit réformiste ou autoritaire dépend de qui a exploité son pouvoir et dans quel but. La «gouvernance par les nombres» est perçue par le juriste Alain Supiot comme une répudiation de l'objectif de gouverner par des lois justes, préconisant à sa place l'atteinte d'objectifs mesurables. Pour Supiot, l'utilisation normative de la quantification économique ne laisse aucune option aux pays et aux acteurs économiques que de contourner la législation sociale et de prêter allégeance à des pouvoirs plus puissants.
Le mouvement français du « statactivisme » suggère de combattre les nombres avec des nombres sous le slogan «un nouveau nombre est possible». À l'extrême opposé, l'automatisation basée sur l'algorithmique est vue comme un instrument de libération par Aaron Bastani suscitant un débat sur le «socialisme numérique»,. Une éthique de la quantification (en) comprenant les algorithmes, les métriques, la modélisation statistique et mathématique y est suggérée. Selon Espeland et Stevens  une éthique de la quantification descendrait naturellement d'une sociologie de la quantification, surtout à une époque où la démocratie, le mérite, la participation, la responsabilité et même l'« équité » sont supposés être mieux découverts et appréciés par les nombres.
La modélisation mathématique peut également être considérée comme un domaine d'intérêt pour la sociologie de la quantification, et l'utilisation intensifiée récente de la modélisation mathématique en relation avec la pandémie de COVID-19 a suscité un débat sur la manière dont la société utilise les modèles. Rhodes et Lancaster parlent de «modèles comme troubles publics» et partir des modèles comme objets frontières suggère qu'une meilleure relation entre les modèles et la société est nécessaire. Les auteurs du manifeste proposent cinq principes pour rendre les modèles au service de la société, en partant du principe que le modelage est une activité sociale.
Si la sociologie de la quantification s'est jusqu'ici principalement intéressée aux statistiques et aux indicateurs socio-économiques, un mouvement s'amorce depuis quelques années pour élargir ses analyses à d'autres formes de quantification. L'essor des pratiques d'automesure (Quantified Self), des dispositifs d'évaluation (des individus comme des collectifs) et des outils d'échelonnement (en psychiatrie, en psychologie, en marketing, en gestion) rend nécessairement cet élargissement, qui permet d'ailleurs de faire des ponts avec d'autres pratiques de quantification très anciennes mais peu interrogées par les sociologues (mesure du temps ; métrologie ordinaire des poids et mesure...). Des travaux récents proposent des synthèses, notamment celle d'Olivier Martin.
Même si le nombre de spécialistes de la sociologie de la quantification est relativement modeste, l'importance des mesures, des statistiques et des indicateurs chiffrés de tout ordre conduit un nombre grandissant de travaux à s'intéresser à des questions relevant de la sociologie de quantification.